# Nythe
Nythe – dzielnica w Swindon w Anglii, w Wiltshire, w dystrykcie (unitary authority) Swindon, w civil parish Nythe, Eldene and Liden. Leży 2,6 km od centrum miasta Swindon, 55,1 km od miasta Salisbury i 114,7 km od Londynu.